# Passiflora putumayensis
Passiflora putumayensis Killip – gatunek rośliny z rodziny męczennicowatych (Passifloraceae Juss. ex Kunth in Humb.). Występuje naturalnie w południowej części Kolumbii, Ekwadorze oraz Peru. 

## Morfologia
PokrójKrzew o trwałym i nagich pędach. Dorasta do 1–1,5 m wysokości.
LiścieEliptyczne lub podłużnie owalne. Mają 16–27 cm długości oraz 6–11 cm szerokości. Całobrzegie, z ostrym wierzchołkiem. Ogonek liściowy jest nagi i ma długość 20–38 mm. Przylistki są nietrwałe.
KwiatyDziałki kielicha są podłużne, zielonobiaławe, mają 1,6–2 cm długości. Płatki są podłużne, białe, mają 1,4–1,7 cm długości. Przykoronek ułożony jest w dwóch rzędach, żółto-biały, ma 3–17 mm długości.

## Biologia i ekologia
Występuje wśród roślinności krzewiastej na wysokości 1100–1800 m n.p.m.